# Maubourguet
Maubourguet ist eine französische Gemeinde mit 2232 Einwohnern (Stand 1. Januar 2022) in der Region Okzitanien im Département Hautes-Pyrénées; sie gehört zum Arrondissement Tarbes und zum Kanton Val d’Adour-Rustan-Madiranais.
Der Ort liegt am Jakobsweg Via Tolosana.

## Geographie
Die Gemeinde liegt rund 25 Kilometer nördlich von Tarbes. Nachbargemeinden von Maubourguet sind Estirac im Norden, Auriébat im Nordosten, Sauveterre im Osten, Lafitole im Südosten, Nouilhan im Süden, Larreule im Südwesten, Lahitte-Toupière im Westen und Sombrun im Nordwesten.
Der Fluss Adour fließt durch den Ort und nimmt knapp nördlich davon von links den Fluss Échez auf. Der Estéous verläuft an der östlichen Gemeindegrenze und mündet später ebenfalls in den Adour. Im westlichen Teil der Gemeinde verläuft die Layza, ein Nebenfluss des Louet.

## Sport und Veranstaltungen
Durch Maubourguet verlief im Jahr 2012 die 15. Etappe der Tour de France.